# Григор IV
Григор IV Тха (арм. Գրիգոր Դ. Տղայ) (род. 1133 — ум. 16 мая 1193; Сис, Киликия) — 65-й по счету Католикос всех армян, глава Армянской Апостольской церкви с 1173 года по 16 мая 1193 год

## Биография

### Юность
Григор родился в 1133 году. Григор был сыном Васила Пахлавуни, являвшегося братом предыдущих католикосов (Григора III Пахлавуни и Нерсеса IV Шнорали) и Марии, дочери князя Хетума II. С ранних лет находился при дворе католикоса в Ромкле, где и получил своё образование.

### Глава церкви
В 1173 году, после смерти Нерсеса Шнорали, в Армянской церкви развернулись споры о его преемнике. Тогдашний правитель Киликии — Млех, в этих спорах поддержал своего шурина Григора. Став католикосом, Григор всячески помогал армянским правителям в осуществлении ряда программ. Он был сторонником церковного объединения с Византией, и готов был пойти на ряд уступок в спорных вопросах. Однако предъявленные греками односторонние условия унии (признание Халкидонского собора и последующих соборов Византии вселенскими, а не поместными, как полагал Нерсес Шнорали, переход в греческую систему церковных праздников и главное — утверждение армянского католикоса византийским императором) были фактически отвергнуты общеармянским церковным Собором, созванным в 1178/79 годах в Ромкле и обошедшим эти проблемы умолчанием. В годы своего правления, Григором в Ромкле были построены собор и склепы для католикосов Григора III и Нерсеса IV. Григор IV будучи человеком образованным, всячески способствовал развитию культуры. Под его покровительством были созданы такие известные памятники армянской литературы, как «Утешение при лихорадках» Мхитара Гераци, «Судебник» Мхитара Гоша, несколько сочинений Нерсеса Ламбронаци и др.
Был в переписке с папой римским.
Умер Григор IV Тха 16 мая 1193 года в Сисе. Похоронен в монастыре Дразарк.

### Сочинения
Литературные труды Григора IV Тха немногочисленны, до наших дней дошло лишь некоторое число его произведений. Сохранились нескколько его стихотворений и посланий, среди которых написанная им в стиле церковно-политической поэзии поэма «Плач по Иерусалиму».